# Kamień Kmiecy
Kamień Kmiecy – wieś w Polsce położona w województwie kujawsko-pomorskim, w powiecie lipnowskim, w gminie Tłuchowo.

## Podział administracyjny
W latach 1975–1998 miejscowość administracyjnie należała do województwa włocławskiego.

## Demografia
Według Narodowego Spisu Powszechnego (III 2011 r.) wieś liczyła 166 mieszkańców. Jest dwunastą co do wielkości miejscowością gminy Tłuchowo.